# 沃夫奇亞爾河
沃夫奇亞爾河（烏克蘭語：Вовчий Яр），是烏克蘭的河流，位於該國東部哈爾科夫州，屬於克賴尼亞巴拉克利卡河的支流，發源自伊万尼夫卡以西，河道全長13.5公里。